# Куклен театър
Кукленият театър е вид театър или подобно представление, включващо манипулация на кукли – предмети (от крайно усложнени до много прости по своето устройство), често наподобяващи човешка или животинска фигура, които или само техни части (като тялото, главата, крайниците, а в някои случаи - и устата и очите) се задвижват от човек, наричан кукловод, който използва за тази цел ръцете си или контролиращи устройства, в много случаи включващи пръти или конци, но понякога и съвременна техника. Често кукловодът говори от името на героя/персонажа, изобразяван от куклата, при което синхронизира движенията на устата й с репликите, които както и действията, жестовете, изигравани, чрез куклите, обикновено служат за разказването на някаква история. Някои форми на куклен театър не включват непременно използването на кукли, а елементи на подход в изобразяването на ситуации, известен като "кукленост".

## Куклен театър по света
В книгата „И проговориха“ на Катерина Илкова се споменава, че практиката на древните шамани да поставят маски на лицата си и да се превъплъщават в различни образи дава основите на театъра с кукли. През Античността куклите са били свързани с много езически ритуали, но особена популярност придобиват в Елинистичната епоха, когато в Елада навлизат източни и азиатски влияния, включително пренесени от Далечния Изток елементи на кукленото изкуство, което се е радвало на изключителна популярност в Индия. Елинският куклен театър е пресъздавал отношенията между боговете, както и между боговете и хората, т.е. имал е религиозен оттенък, също както и старогръцкия театър въобще. В повечето случаи куклите са били озвучавани от актьори, но някои (т.нар. „автомати“) са били безмълвни.
По-сериозно развитие на кукления театър в Европа настъпва през Средновековието, когато се появяват кукли, които взаимодействат със своите водачи – кукловодите. Това се е случвало предимно на улицата, където са удовлетворявали жаждата на обикновения човек за хумор и сатира, понякога с политически нюанс. Именно тези два типа куклен театър – религиозен и народен, са в основата на днешния куклен театър. Пример за това са руските пътуващи артисти - скоморохи. На Запад кукленият театър се развива, както в Италия, така и във Франция, като името на куклите -  marionette/„марионетка“ в превод означава „Малка Мария“ - идва от ползването им за разиграване на религиозни сцени. Средновековните куклени пиеси осмиват недъзите на властта, посредством изявени отрицателни характери. В Западна Европа през Ренесанса кукленият театър става много по-драматургичен, макар че не е напълно доказано, се предполага, че тогава в Европа са се появили и куклите на конци. Кукли, сходни с марионетките, но задействани отдолу е имало и в някои някои източни култури. По-късната история на кукленото изкуство е свързана най-вече с тази на големи културни центрове, като Германия, САЩ, Съветския съюз и Чехословакия.

## Куклен театър в България
Вероятно форми на кукловодство са се практикували и от средновековните българи, някои са били популярни по времето на Османската империя. Същинското развитие на българския куклен театър обаче започва едва след Освобождението. Преди създаването на първото куклено представление, в България присъстват т.нар. „странстващи куклари“ (характерни и за турците и други тюркски народи). Известни такива са Нено Кукладжията от Ловеч – ковач, който през 1893 г. започва да играе с кукли и да пътува из страната, използвайки акомпанимент на тамбура, пеене и фокуси (илюзионизъм), и бай Хасан Коцкара от Шумен. Странстващите куклари са продукт на турската популярна театрална традиция, наречена Ортаоюну. Тя представлявала груби и недодялани фарсове, резултат от смесването на Kol oyunu (игри в компания), Meydan oyunu (игри на мегдана) и Taklit oyunu (игри на имитации). Специфично при него е, че „Ортаоюну може да бъде наречен представящ или неилюзорен театър. Актьорът не губел своята идентичност като актьор, а показвал открито отношението си на аудиторията.(…) Епизодичната структура не изисквала напрегнатото внимание на публиката. Всеки епизод бил независим – преминавал от една случка в друга, епизодите можели да бъдат размествани, допълвани или съкращавани, в зависимост от реакциите на публиката или от решението на актьора или кукловода, без това да разстройва основната линия на действието.“
Ключов е приносът на чешката общност в България. В началото на XX в. куклен театър е можело да бъде видян в два театъра – семейния театър на Прошек, както и в театъра към дружество „Чех“. На 8 март 1924 г. в София членовете на дружество „Родно изкуство“, начело с арх. Александър Донков, акад. Александър Божинов, скулпторът Андрей Николов, художниците Константин Щъркелов, Борис Денев, Никола Танев и др., организират първото куклено представление за възрастни – „Купчинката на Бръмбазъците“. Куклите представляват карикатури на самите изпълнители, а спектакълът има огромен успех, който става повод за създаването па куклен театър към читалище „Славянска беседа“. По-късно, през 1929 г., Елисавета Консулова-Вазова, също член на „Бръмбазъците“, става българският представител в Международния съюз на куклените дейци – УНИМА. Членовете на кръга „Родно изкуство“ към „Славянска беседа“ приемат като своя програма достиженията на кукления театър в Европа, които да се развият в духа на българската национална специфика.
Мара Пенкова – актриса от Народния театър в пенсия, специализира куклен театър в Третия райх (1942) и след Втората световна война, използвайки знанията, натрупани в Германия, основава през 1946 г. нов Детски куклен театър (дн. Столичен куклен театър). В него за първи път в България е използвана ръкавичната кукла (до 1946 г. са използвани само марионетки). Тя се доказва като много по-динамична и жива от марионетката и съществено допринася за обогатяването на изразността на българския куклен театър. Същата година (1946), в Пловдив, Георги Сараванов – цирков актьор марионетист, основава нов марионетен театър – днешния Държавен куклен театър. До този момент в България при куклена постановка е ползван параван, скритите зад който артисти разиграват своите кукли. Сараванов построява в Пловдив истинска марионетна сцена, на която от 4 марионетни моста се водят кукли на дълги конци. Това носи пълна илюзия за самостоятелен живот на куклите. Сараванов прави всичко сам: проектира и конструира куклите; обучава актьорите и поставя изпълнения. В периода 1946 – 1952 г. създава 24 заглавия, като само в 4 от тях ползва другиго за режисьор и само в 2 – за сценограф. Междувременно (1951/52) в кукления театър в Пловдив пристига нов директор – Владимир Полянов. В периода 1951 – 1957 г. той поставя 11 спектакъла и отваря театъра за външни автори и постановчици. Работи активно с художника Борис Ахчийски, като изтъква важната роля на художника сценограф. От своя страна Сараванов напуска театъра и заминава за Варна, като не се връща никога в Пловдив. След неговото заминаване, Пловдив също става параванен театър, в който както и другаде работата с класическите марионетки е изоставена. Във Варна, където през 1952 г. Сараванов е поканен и поставя основите на Варненския куклен театър, той разработва уникална система кукли, заимствана от японския театър каракури (каракури-нингьо са вид японски механични кукли), които нарича „долни марионетки“ и твърди, че този вид кукли превъзхождат актьора. Специфичното за тях е, че също като европейските те биват управлявани с конци, но отдолу. В периода 1952 – 1959 г. Сараванов поставя 26 спектакъла, само в последните 5 от които си сътрудничи със сценографа арх. Иван Цонев.

През 50-те години водеща куклена сила е Съветският съюз, а Сергей Образцов – главен художествен ръководител на ГЦТК (Государственный центральный театр кукол) от 1931 г. Той има предпочитания към куклите на параван, а марионетката възприема по-скоро като буквална, човекоподобна и неотговаряща на „новото метафорично разбиране“ за куклен театър. Въвежда и трети вид кукла – явайката (яванска кукла). Тя представлява една приказно-романтична кукла с пищен костюм и плавни изящни движения. В края на десетилетието и българските куклени театри излизат също на международната сцена, а по-точно – в Букурещ, Румъния, който става домакин на ежегоден фестивал на УНИМА. Това им дава много примери, които биха могли да следват в работата си. Особено силно са провокирани от един спектакъл с миниатюри за възрастни (за възрастна публика), представен от френския кукловод Ив Жоли (Yves Joly). "На сцената се използват живи ръце, предмети, плоски фигури от картон и хартия. Ценното в спектакъла не е сюжетът, а метафорично-асоциативният език за предаване на събитията. Точно този нов език се оказва и главна тема в изпълнението. Миниатюри, като „Трагедия от хартия“, „Само ръце“ и разбира се „«Оживелите чадъри» (Les Parapluies Animes), показват един съвършено нов начин на мислене и изразяване чрез символа, знака и метафората.“ – Хенрик Юрковски. Този спектакъл бележи начало на демистификацията на куклата в България.
На Втория фестивал в Букурещ (1960) от българска страна са представени два съвършено различни спектакъла: „Заешко училище“ от Пенчо Манчев, реж. Лиляна Дочева, сценография Йорданка Личева; и „Петя и Вълкът“ по музиката на Сергей Прокофиев, реж. Атанас Илков и Николина Георгиева, сценография Йорданка Личева и арх. Иван Цонев. Успехът на „Петя и Вълкът“, сякаш засенчва този на „Заешко училище“, поради огромния брой новости, проявени в него – музикалния разказ без текст и оригиналната знакова естетика в представянето на героите и разказа – куклите нямат черти на лицата. Допълнени от жива актьорска ръка, те предлагат ярки, изразителни движения и жестове. В контекста на текущата културна политика на БКП обаче черпенето от т.нар. „упадъчни“ модернистичните течения на Западния свят се явява по-скоро нежелателно явление, което е подложено и на преследвания от властите. В резултат на това в България се оформя едно по-умерено модернистично течение (тих модернизъм), на чиито тенденции става изразител и българския куклен театър, който е относително слабо цензуриран, предвид неговата (в продукцията за страната, в противоположност на тази на показваната от българските творци в чужбина) насоченост към детската публика. През 1963 г. Иван Цонев, Атанас Илков и Николина Георгиева, членове на движението, основават във ВИТИЗ специалност „Куклен театър“, с което поставят начало на висшето образование в тази област. В скромната куклена аудитория се ражда един уникален спектакъл „Карнавал на животните“ (реж. Н. Георгиева). В него с голи ръце студентите „рисуват“ картини върху бялото платно на екрана, а в самия спектакъл няма кукли – изграден е само от светлини и сенки, на фона на музиката на Камий Сен-Санс. Записът на „Карнавал на животните“ печели „Сребърната роза“ на телевизионния фестивал в Монтрьо и обикаля почти целия свят, превръщайки се в своеобразна емблема на българския куклен театър. Друга творба на групата е най-успешният за времето си български куклен спектакъл за възрастни зрители – „Съкровището на Силвестър“ (1962), с режисьор Атанас Илков и сценограф арх. Иван Цонев. Под формата на пародия на Запада се осмиват проблеми на съвременната им (местна) действителност, като уж на шега звучи забраненият хит Let`s Twist Again (прибл. „Да извъртим още един туист“, песента е изпълнявана от американския певец Чъби Чекърс). Този и други касови успехи, както и ред международни турнета бележат управлението на театралния директор Станчо Герджиков. На преден план в тогавашното българско театрално изкуство изпъкват фигурите на режисьора, сценографа и драматурга, а сюжетът и кукловодската техника отстъпват пред средствата и формата. Оформят се различни търсения (във връзка с които се водят и дискусии относно същината на кукленият театър – театрално или изобразително изкуство; дали той е театър на режисьора, на драматурга или на художника?):
- Куклена пантомима. Характерни са модерната музика и липсата на текст, а режисурата се стреми с куклено-театрални средства да достигне до висотата на внушение на музикалната творба.
- Театър на поетичното слово. Основоположник на този вид театър е поетът-драматург Иван Теофилов, който създава редица уникални за времето си поетични авторски текстове и адаптации.
- Театър на художника. Една от най-ярките фигури, на художник-реформатор в България е арх. Иван Цонев. В неговите решения, визуалното е толкова силно, че режисурата често се свежда до създаване на картина. „Крали Марко“ (1967) е най-мащабната му работа – с огромни двуметрови кукли с изсечени лица и облечени в зебло; идеите си черпи от иконописта, опонирайки на държавния курс към атеизъм.

В началото на 70-те години се появяват първите завършили ВИТИЗ, сред които изпъкват близнаците Братя Райкови, основатели на детския театър-студия „Щурче“, във Варна, чиято основна форма е куклената миниатюра – малка сценична форма, особен вид пластично музикален театър. Въвеждат в употреба в българския куклен театър и лампата с ултравиолетов филтър, друга тяхна иновация е влизането в ролята на куклени актьори на деца, които се изявяват много професионално и това води до утвърждаването на детската студия „Щурче“ като школа за театрално възпитание на млади таланти и творческа лаборатория, сред чиито питомци са някои от по-значителните творци в следващите десетилетия. В Пловдив, куклената фамилия Сивинови сформира своя семейна трупа, наречена „Сивина“. Те използват трансформации на парчета плат в светлината на UV-лампа, за да създадат уникални метаморфози. Появяват се и други нови спектакли – „Ангел войвода“ (1975), в Стара Загора, „Хоро“, по Антон Страшимиров (1975), в Пловдив „Най-щастливият човек“ (1978) във Варна, а в Шумен се появява „Крилатият майстор“, както и модерният спектакъл от есента на 1976 г. „За една обикновена, Шапчица червена“. В него режисьорът Атанас Илков изважда на преден план актьорите, показвайки тяхното взаимодействие с куклите. Още на следващата година, неговият възпитаник Кирякос Аргиропулос представя в Бургас дипломния си спектакъл – „Слънчогледчето“. В нея, играещите на живо млади актьори взаимодействат с експериментираната във ВИТИЗ нова система – „мимиращи“ кукли (кукли, които „се водят“ пред актьора). Това навлизане на актьорите в куклените представления първоначално се възприема скептично и дори се правят теоретични конференции срещу „живия актьор“. Въпреки това обаче, всяка такава премиера се очаква с интерес от публиката и постепенно се открива ново поле на търсене. През 80-те години, параваните и марионетките временно стават демоде, но по-късно използването им се възражда. Живият актьор допълва изразността на куклата, а това поражда множество въпроси като „Не развалят ли актьорите илюзията?“, „Не пречат ли на куклите да бъдат възприемани?“. Появява се и т.нар. „игра в играта“ – отношението на актьора, постоянно допълва, коментира или критикува позицията на актьора-герой, играта му с куклата, както и действията на самата кукла. Други експериментални форми на куклен театър от края на XX в. и началото на XXI се стремят към по-голяма икономичност (например чрез използването в ролята на кукли на различни други предмети и субстанции, включително и временно или постоянно – на части от декора и реквизитите) и повече символика (с наблягане на смисъла, вместо на зрелищността, но понякога и обратното, дори до степен на кич – с комерсиална цел) или към съчетаване с кукления театър на различни други изкуства и жанрове (телевизионен театър, анимация, естрадна музика, видеоклип, традиционни японски изкуства). Правят се опити за използване на различни повече или по-малко нови технологии, като предварително записване на гласовете или прилагане на особени изразни средства, като вентрилоквизъм, клоунада или влизане на актьори в ролята на кукли или на кукловоди, пърформанс или въвличане на външни за театъра лица в театралното действие или изместването му на необичайно място, извън театъра. През новото хилядолетие на сцената навлизат и мултимедията и дигиталните технологии. Проектират се 3D-персонажи, задвижвани посредством компютърен джойстик, както и илюзиорни ефекти и дигитализиране на декорите, чрез каквито неща кукленият театър се свърза с виртуалните възможности на интерактивният свят, присъщ на компютърните игри и Интернет.